# Golden Globe-galan 1951
8:e
Golden Globe Awards

28 februari 1951
Bästa film

Sunset Boulevard
Golden Globe-galan 1951 var den åttonde upplagan av Golden Globe Awards, som belönade filminsatser från 1950, och hölls den 28 februari 1951.

## Vinnare och nominerade
Vinnarna listas i fetstil.
| Bästa film - Sunset Boulevard – Charles Brackett - Allt om Eva - Cyrano de Bergerac – värjans mästare – Stanley Kramer - Född i går – S. Sylvan Simon - Min vän Harvey – John Beck | Bästa regissör - Billy Wilder – Sunset Boulevard - George Cukor – Född i går - John Huston – I asfaltens djungel - Joseph L. Mankiewicz – Allt om Eva |
| Bästa manliga huvudroll – drama - José Ferrer – Cyrano de Bergerac – värjans mästare - Louis Calhern – The Magnificent Yankee - James Stewart – Min vän Harvey                     | Bästa kvinnliga huvudroll – drama - Gloria Swanson – Sunset Boulevard - Bette Davis – Allt om Eva - Judy Holliday – Född i går                        |
| Bästa manliga huvudroll – musikal eller komedi - Fred Astaire – Tre små ord - Dan Dailey – Hjälte på villovägar - Harold Lloyd – Åh, en sån onsdag                                 | Bästa kvinnliga huvudroll – musikal eller komedi - Judy Holliday – Född i går - Spring Byington – Louisa - Betty Hutton – Annie Get Your Gun          |
| Bästa manliga biroll - Edmund Gwenn – Mister 880 - George Sanders – Allt om Eva - Erich von Stroheim – Sunset Boulevard                                                            | Bästa kvinnliga biroll - Josephine Hull – Min vän Harvey - Judy Holliday – Adams revben - Thelma Ritter – Allt om Eva                                 |
| Bästa manus - Allt om Eva – Joseph L. Mankiewicz - I asfaltens djungel – John Huston - Sunset Boulevard – Charles Brackett                                                         | Bästa filmmusik - Sunset Boulevard – Franz Waxman - Destination månen – Leith Stevens - Mitt liv är mitt eget – Bronislau Kaper                       |
| Bästa foto – svartvitt - Cyrano de Bergerac – värjans mästare – Franz Planer - I asfaltens djungel – Harold Rosson - Sunset Boulevard – John F. Seitz                              | Bästa foto – färg - Kung Salomos skatt – Robert Surtees - Den brutna pilen – Ernest Palmer - Simson och Delila – George Barnes                        |
| Årets nya stjärna - Gene Nelson – Tea for Two - Mala Powers – Cyrano de Bergerac – värjans mästare - Debbie Reynolds – Tre små ord                                                 | Henrietta-priset för världens filmfavorit - Gregory Peck - Jane Wyman                                                                                 |
| Bästa film för internationell förståelse - Den brutna pilen – Delmer Daves - En yankee i Berlin – George Seaton - Röst från det okända – William A. Wellman                        | Bästa utländska film - Farlig hamn |

### Filmer med flera vinster
| Vinster | Film                                 |
| ------- | ------------------------------------ |
| 4       | Sunset Boulevard                     |
| 2       | Cyrano de Bergerac – värjans mästare |

### Filmer med flera nomineringar
| Nomineringar | Film                                 |
| ------------ | ------------------------------------ |
| 7            | Sunset Boulevard                     |
| 6            | Allt om Eva                          |
| 4            | Cyrano de Bergerac – värjans mästare |
| 4            | Född i går                           |
| 3            | I asfaltens djungel                  |
| 3            | Min vän Harvey                       |
| 2            | Den brutna pilen                     |
| 2            | Tre små ord                          |